# Arrondissement Saint-Amand-Montrond
Saint-Amand-Montrond is een arrondissement van het Franse departement Cher in de regio Centre-Val de Loire. De onderprefectuur is Saint-Amand-Montrond.

## Kantons
Het arrondissement was tot 2014 samengesteld uit de volgende kantons:
- Kanton Charenton-du-Cher
- Kanton Châteaumeillant
- Kanton Châteauneuf-sur-Cher
- Kanton Le Châtelet
- Kanton Dun-sur-Auron
- Kanton La Guerche-sur-l'Aubois
- Kanton Lignières
- Kanton Nérondes
- Kanton Saint-Amand-Montrond
- Kanton Sancoins
- Kanton Saulzais-le-Potier

Na de herindeling van de kantons bij decreet van 21 februari 2014 met uitwerking op 22 maart 2015 omvat het arrondissement volgende kantons:
- Kanton Châteaumeillant
- Kanton Dun-sur-Auron
- Kanton La Guerche-sur-l'Aubois
- Kanton Saint-Amand-Montrond
- Kanton Trouy  (deel: 10/23)